# Scend Rocks
Die Scend Rocks sind eine kleine Gruppe von Klippenfelsen im Palmer-Archipel vor der Westküste der Antarktischen Halbinsel. Sie liegen 2,5 km südwestlich des Rumbler Rock und 4 km westnordwestlich der Outcast Islands vor der Südwestküste der Anvers-Insel.
Eine hydrographische Einheit der Royal Navy nahm zwischen 1956 und 1957 die Vermessung der Felsen vor. Das UK Antarctic Place-Names Committee benannte sie 1958. Scend ist ein englischsprachiger Begriff aus der Seefahrt für das Brechen von Wellen an einer Untiefe bei entsprechender Dünung.